# Meillerie
Meillerie település Franciaországban, Haute-Savoie megyében. Lakosainak száma 301 fő (2022. január 1.). Meillerie Lugrin, Saint-Gingolph és Thollon-les-Mémises községekkel határos.

## Népesség
A település népességének változása:
| Lakosok száma | 326  | 328  | 327  | 317  | 312  | 314  | 313  | 312  | 301  |
|               | 2013 | 2015 | 2016 | 2017 | 2018 | 2019 | 2020 | 2021 | 2022 |